# Лорікет жовтогорлий
Лоріке́т жовтогорлий (Vini diadema) — вид папугоподібних птахів родини Psittaculidae. Цей рідкісний, імовірно вимерлий вид птахів є ендеміком Нової Каледонії.

## Опис
Жовтогорлі лорікети описані за 2 зразками самиць, отриманими до 1860 року. Довжина птаха становить 18-19 см, враховуючи хвіст довжиною 7-8 см. Крила довгі, гострі, довжною 9 см. Самиці мають переважно зелене забарвлення, на тімені у них пурпурово-синя пляма, обличчя і нижня частина тіла мають жовтуватий відтінок, хвіст на кінці жовтий. Очі і лапи темно-оранжеві, дзьоб оранжевий. Самці, імовірно, мають дещо більші розміри, обличчя, крила і надхвістя у них червонуваті.

## Поширення і екологія
Жовтогорлі лорікети є ендеміками острова Нова Каледонія. Вони жили у вологих гірських і рівнинних тропічних лісах, в сухих чагарникових заростях і саванах. Імовірно, вони вели кочовий спосіб життя, живилися пилком, нектаром, квітками і плодами.

## Збереження
З 1976 року науковці не спостерігали жовтогорлого лорікета. МСОП класифікує цей вид як такий, що перебуває на межі зникнення, однак, навіть якщо його реліктова популяція і збереглася, то вона, імовірно, не перевищує 50 птахів. Імовірно, жовтогорлі лорікети вимерли через знищення природного середовища, епізоотію або появу на острові інтродукованих хижаків, зокрема щурів.